# Robert Preston
Robert Preston (8 de junio de 1918-21 de marzo de 1987) fue un actor estadounidense de cine y teatro, conocido por su participación en producciones musicales.

## Biografía

### Inicios
Su verdadero nombre era Robert Preston Meservey, y nació en Newton Highlands, Massachusetts, siendo su padre un trabajador textil. Tras estudiar en la Abraham Lincoln High School de Los Ángeles, California, estudió interpretación en la Pasadena Community Playhouse. Posteriormente, durante la Segunda Guerra Mundial, sería oficial de inteligencia del U.S. 9th Air Force.
En 1940 se casó con la actriz Catherine Craig, matrimonio que duró hasta el fallecimiento de él.

### Carrera
Preston actuó en numerosos filmes de Hollywood, principalmente del género wéstern, pero probablemente se le recuerda más por su interpretación del "Profesor" Harold Hill en el musical basado en la obra de Meredith Willson The Music Man (1962). Ganó además un Premio Tony por su actuación en la producción original de Broadway (1957). En 1974 trabajó junto a Bernadette Peters en el musical de Jerry Herman representado en Broadway "Mack and Mabel", en el papel de Mack Sennett, el famoso director del cine mudo.
En 1961 Preston hizo una grabación como parte de un programa del President's Council on Physical Fitness, a fin de conseguir que los escolares hicieran más ejercicio físico. La canción "Chicken Fat", escrita por Meredith Willson y cantada por Preston con pleno acompañamiento orquestal, fue distribuida por las escuelas de la nación y tocada mientras hacían ejercicios físicos matinales.
Aunque no fue conocido como cantante, Preston actuó en varios musicales tanto teatrales como cinematográficos, destacando Mame (1974) y Víctor Victoria (1982), por el cual recibió una nominación a los Premios Óscar. Su último papel en una película teatral fue en The Last Starfighter, en la cual interpretaba al estafador "Centauri". También protagonizó la película de la HBO de 1985 Finnegan Begin Again, junto Mary Tyler Moore. Su último papel fue en la película televisiva Outrage! (1986).
Preston apareció en la portada de la revista Time el 21 de julio de 1958. Falleció en Montecito, California, a causa de un cáncer de pulmón en 1987, a los 68 años de edad.

## Trabajos

### Producciones teatrales
- The Male Animal (15 de mayo de 1952 – 31 de enero de 1953)
- Men of Distinction (30 de abril de 1953 – 2 de mayo de 1953)
- His and Hers (7 de enero de 1954 – 13 de marzo de 1954)
- The Magic and the Loss (9 de abril de 1954 – 1 de mayo de 1954)
- The Tender Trap (13 de octubre de 1954 – 8 de enero de 1955)
- Janus (24 de noviembre de 1955 – 30 de junio de 1956)
- The Hidden River (23 de enero de 1957 – 16 de marzo de 1957)
- The Music Man (19 de diciembre de 1957 – 15 de abril de 1961)
- Too True to be Good (12 de marzo de 1963 – 1 de junio de 1963)
- Nobody Loves an Albatross (19 de diciembre de 1963 – 20 de junio de 1964)
- Ben Franklin in Paris (27 de octubre de 1964 – 1 de mayo de 1965)
- El león en invierno (3 de marzo de 1966 – 21 de mayo de 1966)
- I Do! I Do! (5 de diciembre de 1966 – 15 de junio de 1968)
- Mack & Mabel (6 de octubre de 1974 – 30 de noviembre de 1974)
- Sly Fox (14 de diciembre de 1976 – 19 de febrero de 1978)

### Filmografía
| - King of Alcatraz (1938) - Illegal Traffic (1938) - Disbarred (1939) - Unión Pacífico (1939) - Beau Geste (1939) - Typhoon (1940) - North West Mounted Police (Policía montada del Canadá) (1940) - Moon Over Burma (1940) - The Lady from Cheyenne (1941) - Parachute Battalion (1941) - New York Town (1941) - Night of January 16th (1941) - Pacific Blackout (1941) - Reap the Wild Wind (1942) - This Gun for Hire (1942) - Wake Island (1942) - Star Spangled Rhythm (1942) | - Night Plane from Chungking (1943) - Wings Up (1943) - The Short Happy Life of Francis Macomber (1947) - Variety Girl (1947) - Wild Harvest (1947) - Big City (1948) - Blood on the Moon (1948) - Whispering Smith (1948) - The Lady Gambles (1949) - Tulsa (1949) - The Sundowners (1950) - Cloudburst (1951) - When I Grow Up (1951) - Best of the Badmen (1951) - My Outlaw Brother (1951) - Face to Face (1952) - The Last Frontier (1955) | - Sentinels in the Air (1956) (narrador) - The Dark at the Top of the Stairs (1960) - The Music Man (1962) - La conquista del Oeste (1962) - Island of Love (1963) - All the Way Home (1963) - Junior Bonner (1972) - Child's Play (1972) - Mame (1974) - Semi-Tough (1977) - S.O.B. (1981) - Víctor Victoria (1982) - September Gun (1983) - The Last Starfighter (1984) - Finnegan Begin Again (1985) - Outrage! (TV) (1986) |

## Premios y distinciones
Premios Óscar
| Año  | Categoría              | Película        | Resultado |
| ---- | ---------------------- | --------------- | --------- |
| 1983 | Mejor actor de reparto | Victor Victoria | Nominado  |